# ニューヨーク市立大学スタテンアイランド校
ニューヨーク市立大学スタテンアイランド校 (College of Staten Island of The City University of New York) は、アメリカ合衆国ニューヨーク市スタテンアイランド区にある公立総合大学である。ニューヨーク市立大学システムの一つ。
一般に「CSI」または「スタテンアイランドカレッジ」と呼ばれる。

## キャンパス
キャンパスは、スタテンアイランド北端にあるスタテンアイランド・フェリーターミナルからバスで30分程の島の中域に位置する。
ニューヨーク市内にある大学の中で最も広いキャンパス（敷地面積）を持ち、その広いキャンパス内には美しい校舎群が配置され、スクールバスが巡回する郊外型の大学である。

## 歴史
1956年設立のスタテンアイランド・コミュニティー・カレッジと1965年設立のリッチモンドカレッジが合同合併し、1976年にニューヨーク市立大学スタテンアイランド校となる。